# Daniela Ortiz
Daniela Ortiz de Zevallos Pastor (Cuzco, 1985) es una pintora, artista visual y activista peruana.

## Biografía
Su trabajo gira en torno a las ideas de inmigración, nacionalidad, trabajo, diferencias entre clases sociales y cuestiones de género. Ha exhibido sus proyectos en festivales y exposiciones, individuales o colectivas, celebradas tanto en espacios de España como en Perú o Los Ángeles. También ha destacado por sus trabajos defendiendo la retirada de los monumentos coloniales del espacio público razón por la que ha sido entrevistada en diferentes medios de comunicación.

### Formación
Se formó como artista en la Pontificia Universidad Católica del Perú, la Facultad de Bellas Artes de la Universidad de Barcelona y estudió pintura con Claudia Cuzzi. Durante el año 2007 trabajó como asistente de la artista Olga Engelmann en Lima. 
Ha participado en seminarios, talleres y clases magistrales con Paul B. Preciado, Rogelio López Cuenca, Santiago Sierra, Rirkrit Tiravanija, Martí Peran, Josep María Martí, Raimond Chaves, Alberto López Bargados, Yoshua Okón, Natalia Iguiñiz y Marcelo Expósito.
También ha colaborado en proyectos de otros artistas, como por ejemplo con Cecilia Podestá o Guillermo Castrillón, ambas colaboraciones en 2005.

## Obra
A través de su trabajo Daniela pretende generar narraciones visuales donde los conceptos de nacionalidad, racialización, clase social y género son entendidos de manera crítica para analizar el poder colonial, capitalista y patriarcal.

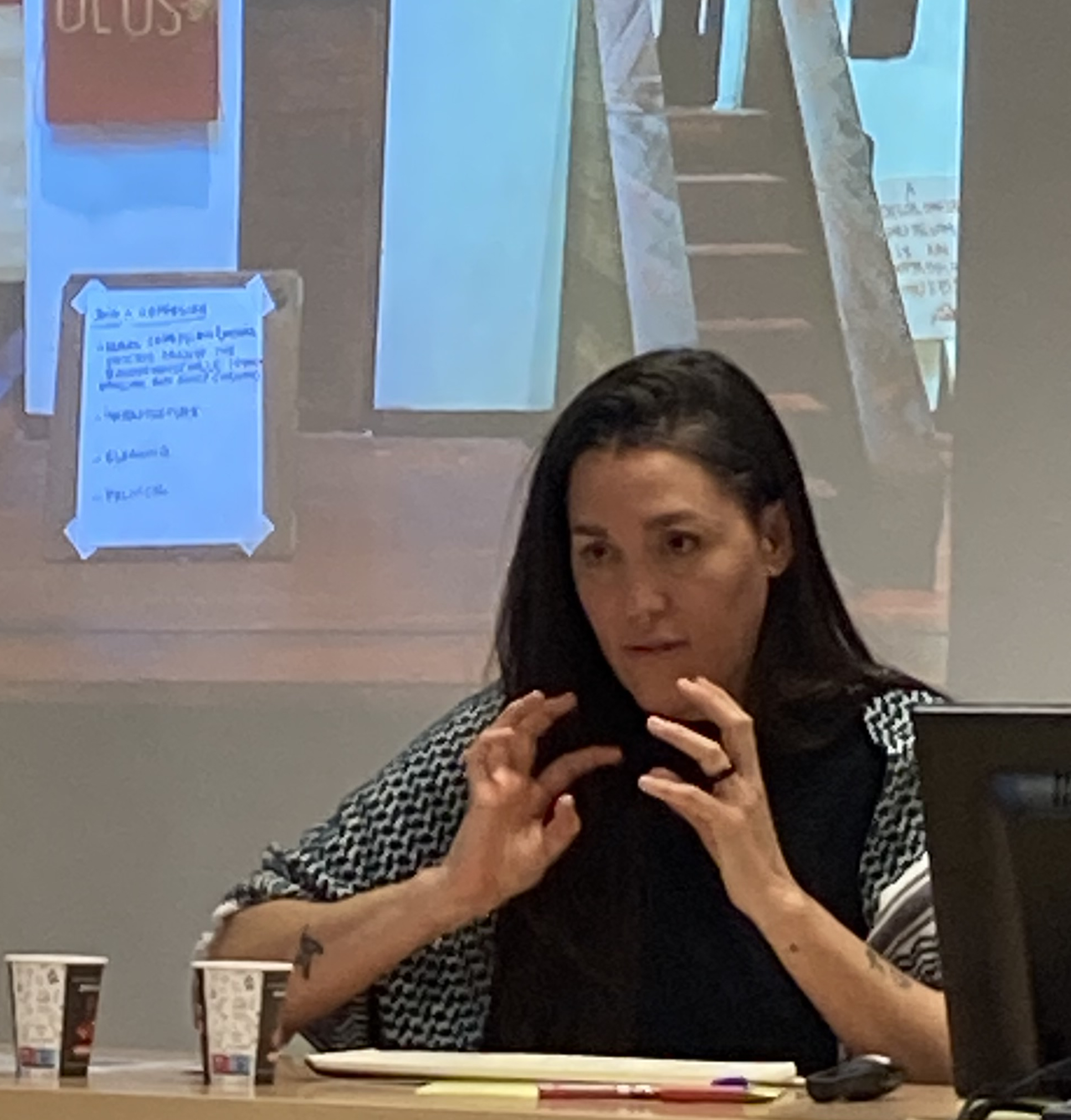
Daniela Ortiz en el Congreso Decolonizing Museums and Resignifying Monuments en Madrid

Sus proyectos e investigaciones recientes abordan el sistema de control migratorio europeo, su vínculo con el colonialismo y los mecanismos legales creados por las instituciones europeas para poder ejercer violencia contra las poblaciones migrantes y racializadas. A su vez ha desarrollado diversos proyectos sobre la clase alta peruana y su relación de explotación con las trabajadoras domésticas. Recientemente su hacer artístico ha vuelto a centrarse en lo visual y manual haciendo trabajos en cerámica, collage, dibujo y formatos tales como libros para niños con la intención de alejarse de las estéticas conceptuales eurocéntricas.

## Controversias
Daniela residió en Barcelona hasta julio de 2020 cuando tuvo que regresar a Perú huyendo de una campaña xenófoba en su contra y tras recibir amenazas de ataques físicos y la petición de retirada de custodia de su hijo.
Daniela ya había sido blanco de ataques por sus publicaciones en redes sociales por sus críticas al colonialismo español y su relación con el racismo y las leyes migratorias en España. El 16 de junio de 2020 en el contexto global de Black Lives Matter y las acciones por la destrucción de los símbolos coloniales en los espacios públicos dio unas declaraciones en el programa Espejo Público. Sus declaraciones llevaron a un aumento exponencial de la violencia contra ella teniendo que recurrir a la ONG Front Lines Defenders que la ayudaron en su proceso de salida de España.